# Вторая ливанская война
Вторая ливанская война (официальное наименование в Израиле с 21 марта 2007 года, в арабском мире — «Июльская война») — вооружённый конфликт между Государством Израиль и шиитской группировкой «Хезболла» (признанной в ряде стран террористической), фактически полностью контролировавшей южные районы Ливана. Боевые действия длились 34 дня в июле—августе 2006 года.
Конфликт был спровоцирован 12 июля ракетно-миномётным обстрелом укреплённого пункта «Нурит» и приграничного населённого пункта Шломи на севере Израиля (при обстреле были ранены 11 человек) с одновременным нападением на пограничный патруль (убийство трёх и захват двух израильских военнослужащих) Армии обороны Израиля на израильско-ливанской границе боевиками «Хезболлы».
Боевики «Хезболлы» в течение месяца проводили массированный ракетный обстрел северных городов и поселений Израиля.
В ходе наземной операции армии Израиля удалось продвинуться вглубь ливанской территории на 15—20 км, выйти к реке Литани и в значительной степени зачистить оккупированную территорию от боевиков «Хезболлы». Кроме того, боевые действия на юге Ливана сопровождались непрерывными бомбардировками населённых пунктов и объектов инфраструктуры на всей территории Ливана.
Боевые действия продолжались с 12 июля по 14 августа 2006 года, когда в соответствии с резолюцией Совета Безопасности ООН было объявлено прекращение огня.
1 октября 2006 года Израиль завершил вывод войск с территории Южного Ливана. Контроль над югом Ливана полностью перешёл к подразделениям правительственной ливанской армии и миротворцам ООН. К началу октября на юге Ливана уже были дислоцированы около 10 000 ливанских военных и свыше 5000 миротворцев.

## Общая характеристика

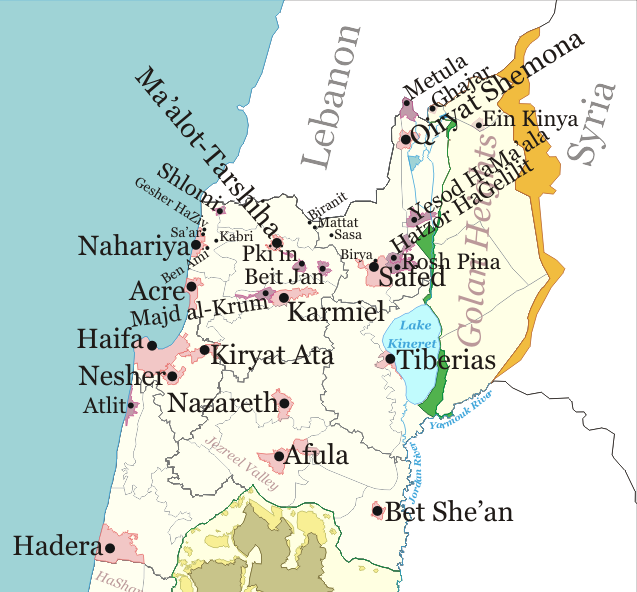
Районы ракетных ударов «Хезболлы» в Израиле

Конфликт начался с вооружённого нападения на израильский пограничный патруль, состоящий из двух бронированных «Хамви», который сопровождался ракетно-миномётным обстрелом боевиками «Хезболлы» одного из пограничных районов Израиля (подробнее см. хронологию конфликта). При нападении, сопровождавшимся массивным гранатомётным и пулемётным огнём, погибли трое израильских военнослужащих и были похищены двое солдат. Впоследствии оказалось, что при похищении погибли и они.
Вскоре конфликт перерос в широкомасштабные боевые действия. Со стороны Израиля это выразилось в установлении морской и воздушной блокады Ливана, нанесении массированных авиаударов с целью уничтожения инфраструктуры «Хезболлы» и её руководства и, впоследствии, в переходе к сухопутной операции с целью создания вдоль границы с Ливаном буферной зоны для снижения угрозы ракетных ударов по израильским населённым пунктам. «Хезболла» отвечала ежедневными ракетными обстрелами севера Израиля и пыталась удержать созданные ею в районе границы укреплённые районы и нанести максимальный урон израильским населённым пунктам, а также живой силе и боевой технике израильской армии.
С 14 августа 2006 года в зоне конфликта действует прекращение огня, в соответствии с резолюцией Совета Безопасности ООН № 1701 от 11 августа 2006 года.
В течение двух лет Хезболла удерживала тела похищенных израильских солдат, утверждая, что они ещё живы и обсуждая их обмен. И только 16 июля 2008 года тела захваченных в начале конфликта израильских военнослужащих были возвращены в Израиль в рамках сделки по обмену пленными. До последнего момента обмена оставалось неизвестным, живы ли израильские солдаты.

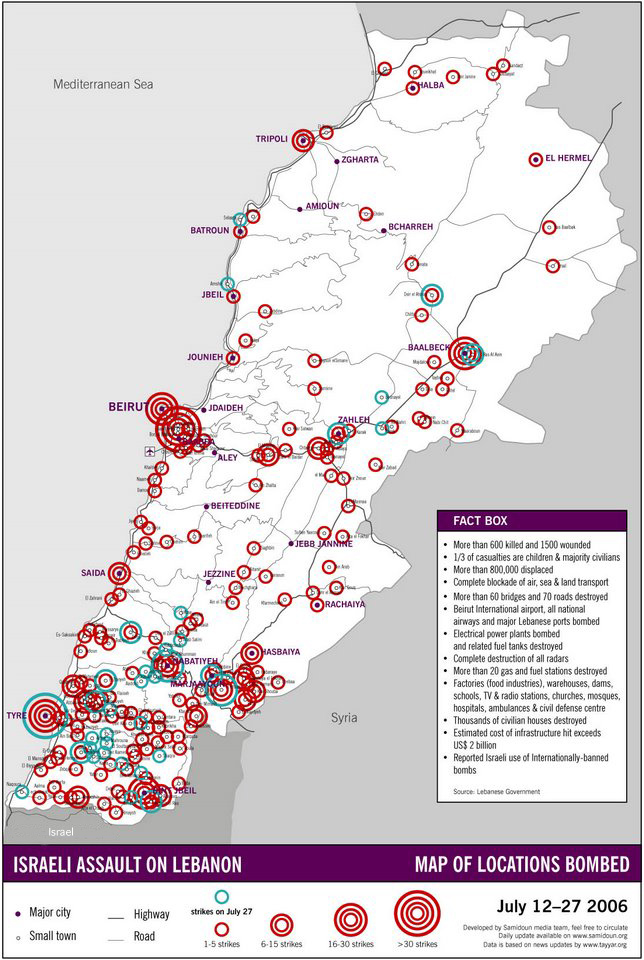
Районы израильских авиаударов в Ливане

| Обозначения                      | Калибр, мм.                      | Дальность стрельбы (пуска), км   | Масса боевой части, кг           |
| Неуправляемые реактивные снаряды | Неуправляемые реактивные снаряды | Неуправляемые реактивные снаряды | Неуправляемые реактивные снаряды |
| -------------------------------- | -------------------------------- | -------------------------------- | -------------------------------- |
| «Шахин-1» («Раад-1»)             | 333                              | 13                               | 190                              |
| БМ-21                            | 122                              | 20                               | 21                               |
| «Шахин-2»                        | 333                              | 29                               | 190                              |
| БМ-27                            | 220                              | 40                               | 100                              |
| «Фаджр-3»                        | 230                              | 45                               | 45                               |
| Неуправляемые ракеты             |                                  |                                  |                                  |
| «Араш»                           | 122                              | 20                               | 18                               |
| «Огаб»                           | 230                              | 45                               | 70                               |
| «Фаджр-5» («Хайбар-1»)           | 333                              | 75                               | 90                               |
| «Фатех-110»                      | 170                              | 200+                             | 500                              |
| «Зелзал-2»                       | 610                              | 100—400                          | 600                              |

## Предыстория
Корни конфликта уходят в палестинско-израильское противостояние, которое привело в 1982 году к оккупации Израилем территории Южного Ливана с целью создания буферной зоны, предназначенной для предотвращения обстрела израильских пограничных городов и проникновения с ливанской территории в Израиль вооружённых палестинских и ливанских групп.
В мае 2000 года Израиль вывел свои войска из Южного Ливана, выполнив таким образом Резолюцию 425 Совета Безопасности ООН от 19 марта 1978 года. Вывод войск вызывал в израильском обществе бурные споры; его противники осуждали всякое отступление, ухудшающее ситуацию с безопасностью на севере Израиля, а сторонники утверждали, что выполнение резолюции ООН позволит Израилю жёстко реагировать на любые нарушения с ливанской стороны. Ряд источников считает вывод израильских войск из Ливана одной из главных причин начавшейся в сентябре 2000 года 2-й интифады.
В то же время, организация «Хезболла» потребовала от Израиля, чтобы тот вывел свои войска и с участка территории площадью 25 км² на стыке израильской, сирийской и ливанской границ, именуемого «Фермы Шебаа». Этот участок, который на картах ООН помечен как принадлежащий Сирии, был захвачен Израилем у Сирии ещё в Шестидневную войну 1967 года, в которой Ливан не участвовал. ООН подтвердила, что Израиль полностью выполнил резолюцию о выводе войск из Ливана. Сирия, утратившая контроль над фермами ещё в 1967 году, согласилась с тем, что они являются частью ливанской территории.
Тем временем ливанское правительство негласно предоставило движению «Хезболла» возможность полностью контролировать юг Ливана. После вывода израильских войск вся пограничная полоса оказалась под контролем боевиков «Хезболлы», которые занялись укреплением своих позиций и наращиванием военной мощи. Хасан Насралла, выступая в Бейруте 23 мая 2006 года, заявил:
В зоне поражения наших ракет находится весь израильский север. Все порты, все военные базы, все промышленные предприятия и другие объекты, расположенные в данном районе. Наши силы имеют в настоящее время свыше 12 тысяч ракет. И когда я говорю «свыше 12 тысяч», не следует понимать, что у нас не более 13 тысяч ракет.
Совет Безопасности ООН в сентябре 2004 года принял резолюцию 1559, согласно которой все иностранные вооружённые силы должны были покинуть Ливан, все нерегулярные вооружённые формирования на ливанской территории подлежали разоружению, и ливанские власти были обязаны установить контроль над всей территорией государства. Сирия в 2005 году вывела свои войска из Ливана. В отношении «Хезболлы» ливанское правительство фактически отказалось выполнить резолюцию, заявив, что «национальное сопротивление служит стратегическим интересам Ливана в борьбе с врагом с целью возврата ферм Шебаа и возвращения беженцев на родину».
Политологи отмечают специфичность конфликта между суверенным государством (Израиль) с одной стороны и внегосударственной военно-политической группировкой (Хезболла) — с другой.

## Участники конфликта

### Военные действия
- «Хезболла» — ракетные обстрелы израильской территории, сопротивление наступлению сухопутных войск Израиля.
- Израиль — подавление ракетных пусковых установок и объектов гражданской и военной инфраструктуры, наступление сухопутных войск, армия, ВВС, ВМС.
- США — военная, финансовая и дипломатическая поддержка Израиля.
- Иран — военная и финансовая поддержка «Хезболлы»[30][31].
- Сирия — военная поддержка «Хезболлы»[31].

### Эвакуация мирных жителей, урегулирование конфликта и восстановление инфраструктуры
- ООН — наблюдатели UNIFIL, гуманитарная помощь, попытки мирного урегулирования.
- Россия — помощь в восстановлении инфраструктуры Ливана после конфликта[32].
- НАТО — эвакуация беженцев.

## Ход боевых действий

### Приграничный инцидент
В районе 9 часов утра по местному времени приграничный израильский посёлок Шломи неподалёку от Нагарии подвергся ракетному обстрелу со стороны Ливана. Примерно в то же время боевики «Хезболлы» проникли на территорию Израиля восточнее Шломи, атаковали и подорвали, с помощью переносных противотанковых ракет, бронеавтомобиль приграничного патруля. При нападении погибло 3 и было ранено 2 солдата Армии Обороны Израиля. Тела двух погибших солдат были похищены боевиками на территорию Ливана.
«Хезболла» назвала эту акцию операцией «Правдивое обещание» в связи с тем, что за год до этого её лидер пообещал захватить в заложники израильских солдат с целью их обмена на четырёх граждан Ливана, осуждённых израильским судом за различные действия и отбывающим наказание в Израиле.
В обмен на освобождение захваченных солдат «Хезболла» предложила Израилю выпустить из тюрем несколько тысяч палестинских заключённых. В ответ премьер-министр Израиля Эхуд Ольмерт заявил, что «Хезболла фактически развязала новую войну. Никаких переговоров с террористическими организациями не будет». Э. Ольмерт обвинил также правительство Ливана в причастности к инциденту. Израильский премьер объявил, что «реакция Израиля будет жёсткой, и Ливан заплатит высокую цену». Через несколько часов после захвата заложников в Израиле был объявлен экстренный призыв резервистов.
Премьер-министр Ливана Фуад Синьора отверг обвинения в причастности своего правительства к захвату израильских военнослужащих. Лидер «Хезболлы» Хасан Насралла также заявил, что правительство Ливана непричастно к нападению и не знало о нём.
Тем не менее уже через несколько часов ВВС Израиля начинают массированный обстрел южного Ливана. За первые часы войны атаковано более 40 целей: мосты, дороги и другие транспортные коммуникации.

### Операция «Достойное возмездие»

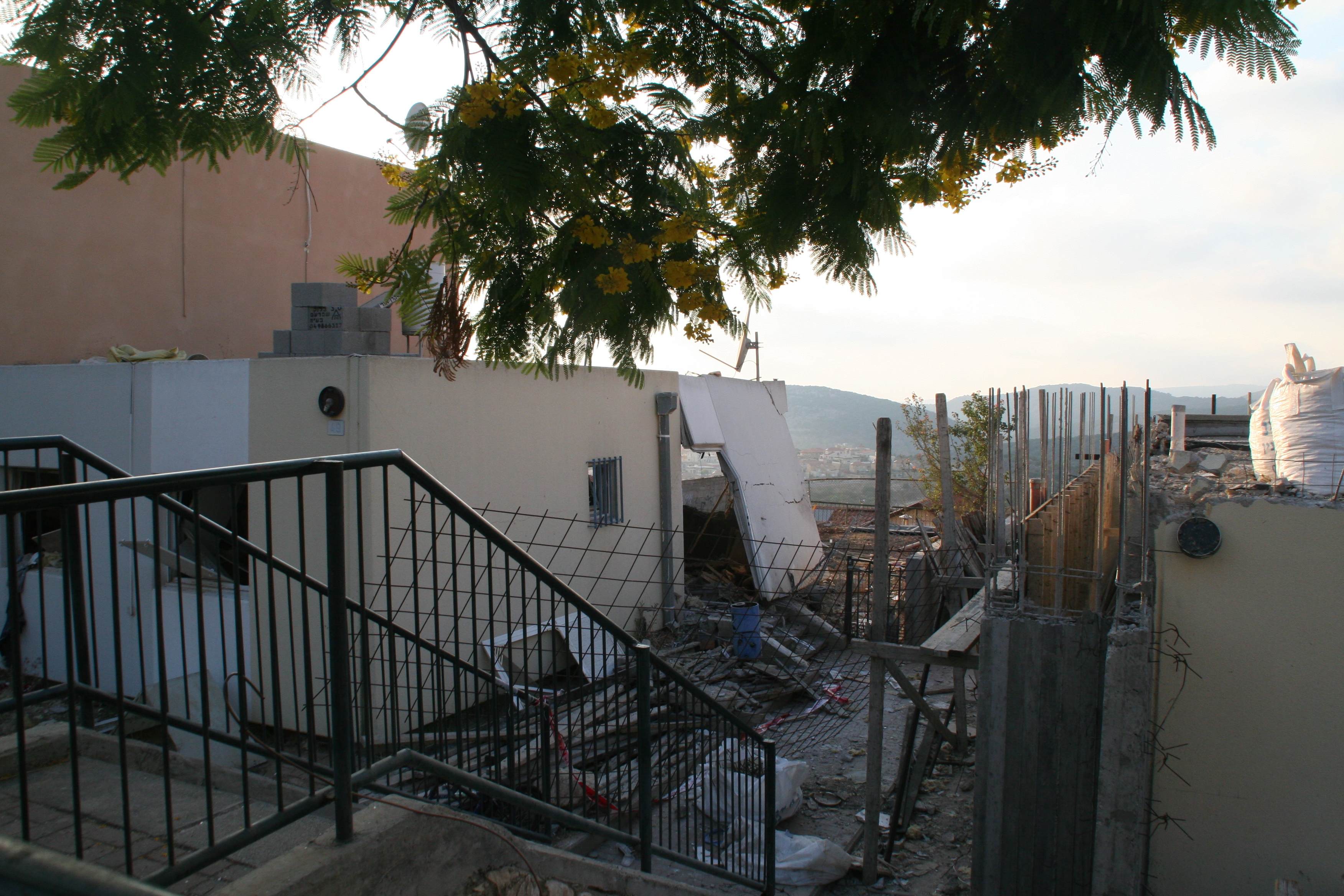
Дом в Маалоте (Израиль) после попадания ракеты

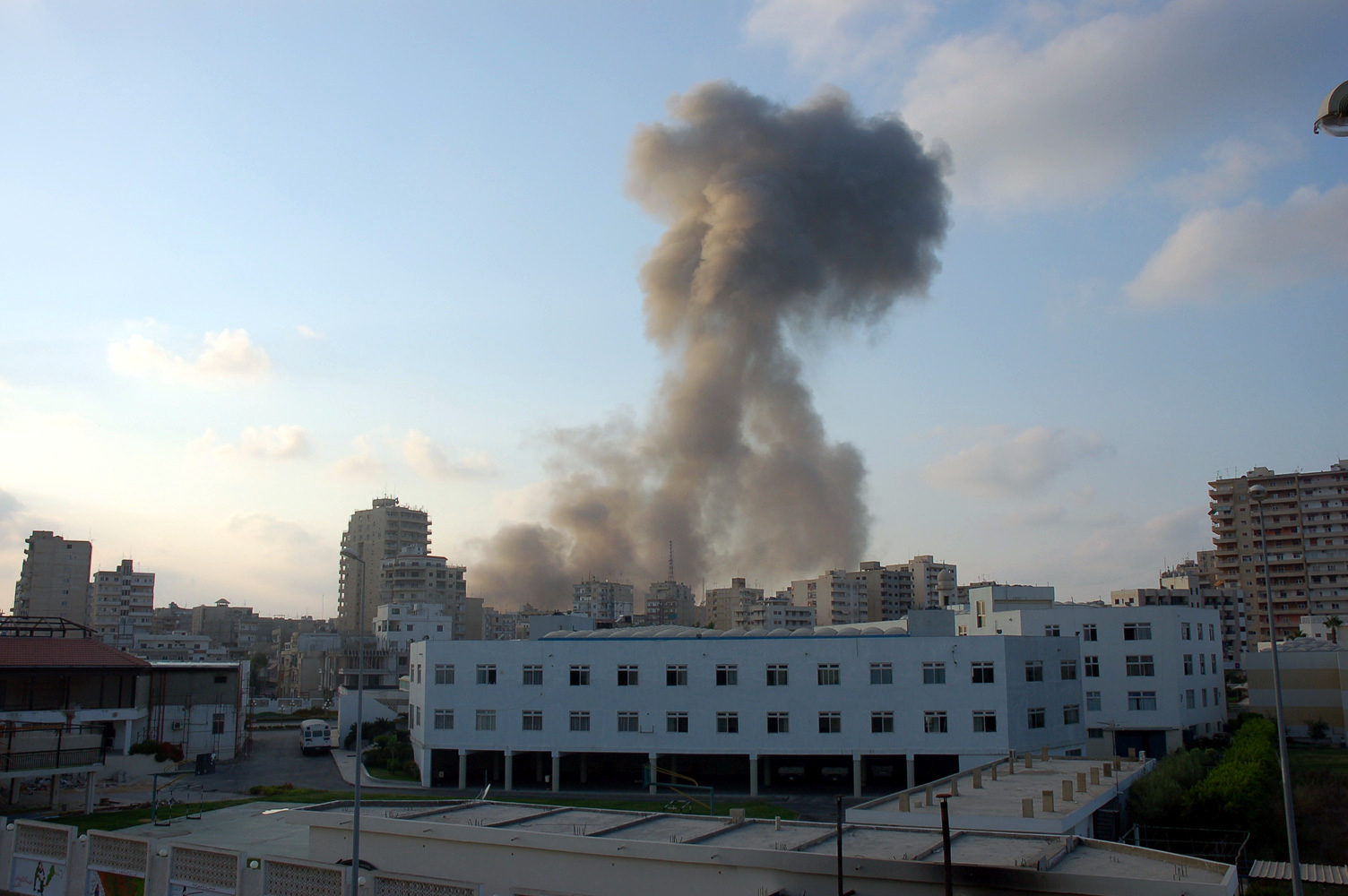
Дым над городом Тир (Ливан) после израильских бомбардировок.

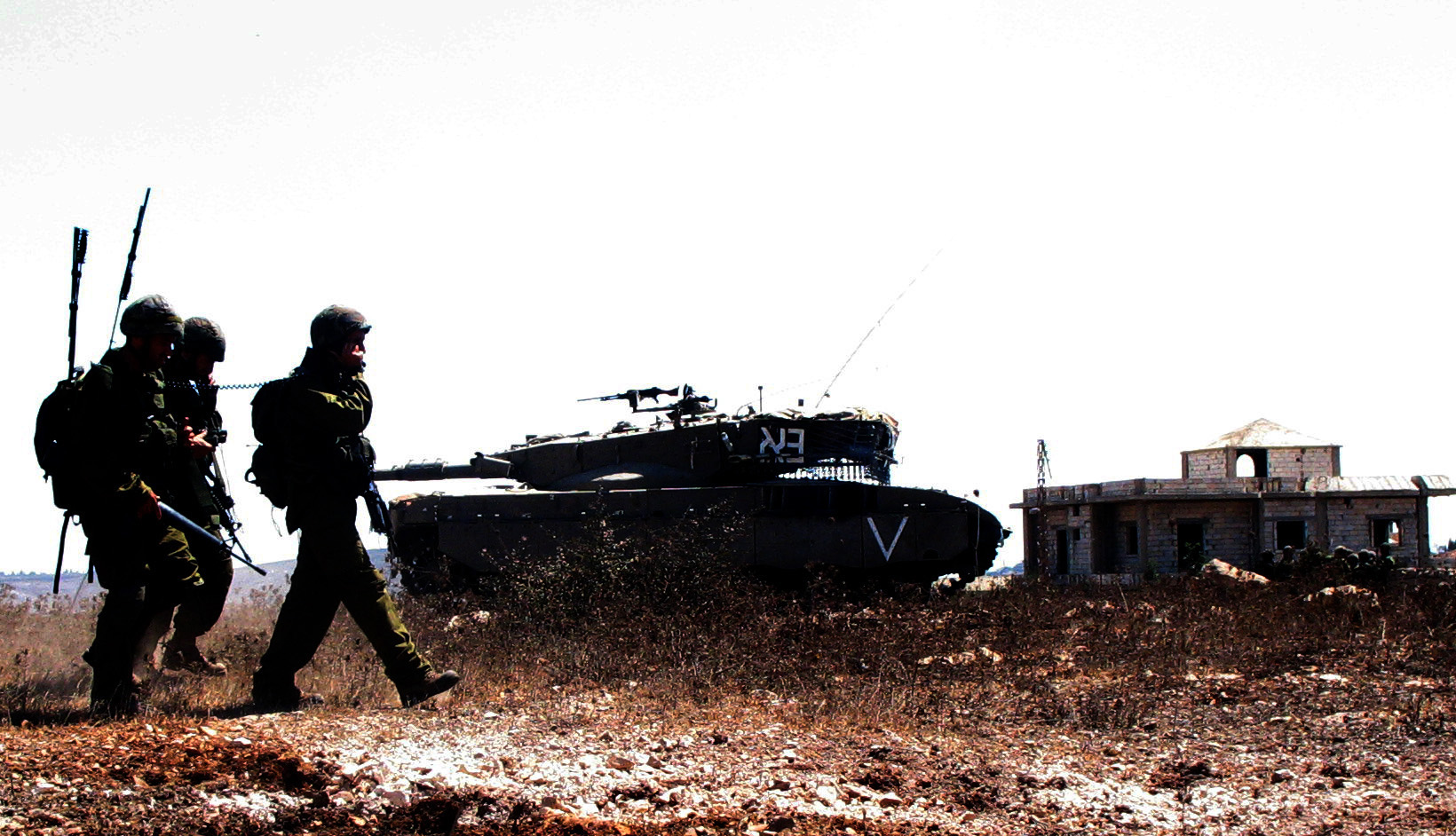
«Меркава», Вторая ливанская война. Действия воинов Армии обороны Израиля в деревне Меркаба в Ливане.

Израильский кабинет безопасности собирается на экстренное заседание, в котором участвуют в том числе министр обороны Амир Перец и начальник Генштаба Дан Халуц. Было принято окончательное решение о крупномасштабной военной операции «Саха́р холе́м» («Достойное возмездие») против Ливана.
В 7 часов утра 13 июля начинается массированный ракетный обстрел северного Израиля. Первыми удар приняли на себя города Нагария, Кармиэль, Цфат, Кирьят-Шмона. Израильская авиация наносит многочисленные ракетно-бомбовые удары уже по всей территории Ливана. За один день были уничтожены практически все мосты на трассе Тир — Бейрут, большинство мостов через реку Литани, разбомблена автомагистраль Бейрут — Дамаск, аэропорт Бейрута. Военно-морские силы Израиля блокируют береговую линию Ливана.
К 15 июля в Ливане не остаётся ни одного целого моста через Литани и ни одной неповреждённой автомагистрали. Авиация Армии обороны Израиля наносит удары по Бейруту, Тиру, Сидону, Баальбеку. Начинается массовый исход беженцев в Сирию.
16 июля в корвет «Ханит», принимавшем участие в израильской блокаде ливанских портов, боевиками организации «Хезболла» была выпущена противокорабельная ракета C-802. Погибли четверо членов команды, корабль вышел из строя на месяц.
Армия обороны Израиля пытается зачистить южные ливанские территории от Хезболлы, не прекращающей ракетные обстрелы Израиля. 22 июля солдаты ЦАХАЛ в сопровождении тяжёлой техники переходят границу Ливана в районе деревни Марун-эр-Рас, завязывается первое крупное наземное сражение с боевиками Хезболлы. На следующий день начинается битва за Бинт-Джубайль, где израильские солдаты столкнулись с особенно ожесточённым сопротивлением боевиков.
Командование ЦАХАЛ принимает план по расширению сухопутной наступательной операции в Южном Ливане с целью создать буферную зону, и 1 августа после ожесточённых бомбардировок приграничных районов части израильской армии переходят в наступление по всей линии фронта. Сирия отреагировала на это приведением своей армии в состояние повышенной боеготовности. За первый же день наступления израильские войска продвинулись вглубь территории Ливана на 6—8 км.
Тем временем интенсивность ракетных обстрелов Израиля только усиливалась. 2 августа по израильской территории было выпущено около 220 ракет. Лидер «Хезболлы» шейх Хасан Насралла 3 августа впервые с начала войны предложил Израилю перемирие, если будут прекращены бомбардировки. Израильские официальные лица никак не прокомментировали это предложение.
Израильская армия занимает города Майс аль-Джебель, Тибнин, Маркаба. В ходе обороны Бинт-Джубайля боевикам Хезболлы удаётся подбить несколько израильских танков «Меркава». Тем не менее, становится ясно, что введённых сил недостаточно для поддержания контроля на занятой территории. Начинается подготовка крупномасштабного наступления на север.

### Наступление на Литани
Вечером 11 августа более 30 тысяч военнослужащих Армии обороны Израиля начали крупномасштабную операцию на юге Ливана. Наступление бронетанковых частей сопровождалось крупными высадками десанта. В ходе молниеносного наступления ЦАХАЛ наконец занимает Бинт-Джбейль и прочие опорные населённые пункты Хезболлы: Рашаф, Марджаюн, Гандурийя, Атер. Вечером 13 августа израильская армия достигла реки Литани. В ходе операции погибли не менее 35 военнослужащих ЦАХАЛ .

### Прекращение огня
14 августа в 8 часов утра, согласно принятой 11 августа Резолюции Совет Безопасности ООН 1701, было объявлено прекращение огня. Бомбардировки ливанских городов и ракетные обстрелы Израиля прекратились.

## Потери

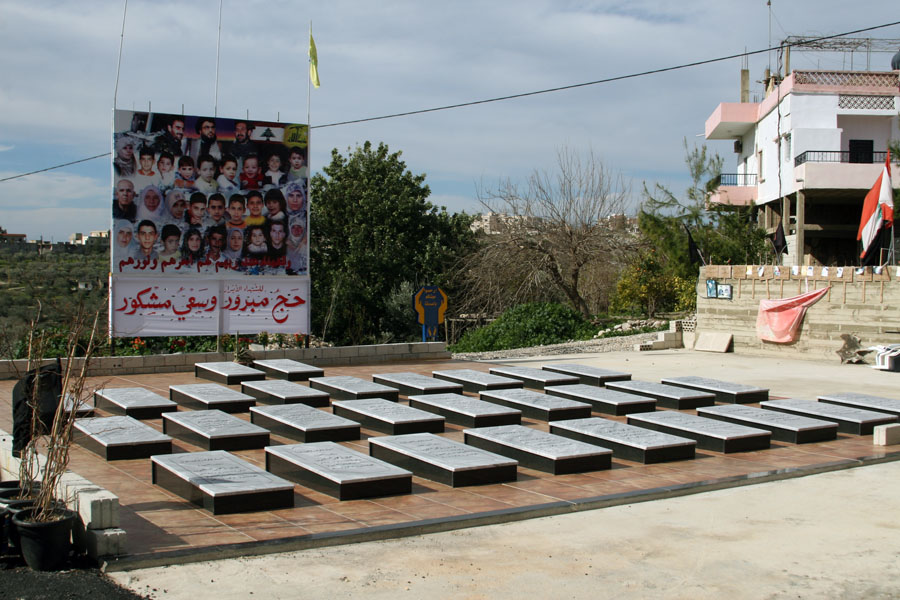
Массовое захоронение 28 жителей города Кана, погибших в результате авиаудара израильской авиации

### Хезболла
Точное число погибших боевиков «Хезболлы» назвать не представляется возможным, так как обе стороны конфликта указывают на разные цифры.
По заявлению представителей «Хезболлы», в ходе боевых действий были убиты 74 её боевика, 17 боевиков «Амаль» и 2 — НФОП-ГК. В декабре 2006 года «Хезболла» признала гибель 250 своих боевиков.
Согласно израильскому командованию, за время боевых действий с 12 июля по 14 августа удалось уничтожить свыше 700 боевиков (до 20 % боевиков организации), имена примерно 600 из которых известны точно. Руководство Наблюдателей ООН и правительство Ливана называют цифру по меньшей мере 500 боевиков убитых и 21 взятых в плен.

### ЦАХАЛ
Армия обороны Израиля по официальным данным потеряла убитыми 121 человека, в том числе двое погибли после вступления в силу прекращения огня. 628 солдат получили ранения. Наибольшие потери произошли 12 августа, когда погибло 24 израильских солдата. ВВС Израиля в ходе войны потеряли 8 летательных аппаратов: 4 вертолёта, 3 беспилотных самолёта и 1 истребитель.
Согласно В. Ключникову, в ходе боевых действий израильская армия понесла следующие потери в боевой технике и вооружении: повреждения, требовавшие ремонта, получили 10 вертолётов; кроме того, по различным источникам, были уничтожены и повреждены от 60 до 150 единиц бронетехники (в том числе, до 30 танков). Согласно О. Грановскому, боевые повреждения получили около 60 единиц бронетехники, в том числе, 48—52 танка, из них, 5 — безвозвратно.

### Израильские мирные жители
В результате ракетных обстрелов севера Израиля погибли 44 израильтянина, в том числе четверо — в результате инфаркта. Около 100 человек получили серьёзные ранения, 2000 — ранения. 300 000 человек временно эвакуированы из Северного округа, точное количество беженцев не известно.

### Жертвы среди граждан Ливана
По официальным данным правительства Ливана, в ходе конфликта:
- потери ливанской армии и сил безопасности составили 43 военнослужащих (включая жандармов и полицейских) убитыми и 350 ранеными[2];
- жертвы среди мирного населения Ливана составили 1140 человек погибшими и свыше 4000 ранеными[2];
- кроме того, после окончания боевых действий до начала сентября 2006 года в результате взрывов неразорвавшихся артиллерийских снарядов, авиабомб и миномётных мин, выпущенных израильтянами по территории Ливана в ходе боевых действий погибли ещё 6 и были ранены ещё 13 ливанских граждан[14]. В целом, несмотря на операцию по обезвреживанию взрывоопасных предметов на местах боевых действий, которая началась сразу после окончания боёв, в период до сентября 2007 года в данном районе в результате детонации неразорвавшихся боеприпасов, минно-взрывных устройств и иных взрывоопасных предметов погибли 30 и были ранены свыше 300 человек[44].

### Среди миротворцев ООН
25 июля 2006 года ЦАХАЛом был уничтожен наблюдательный пост ООН, погибли 4 военнослужащих ЮНИФИЛ.
Согласно журналу «Зарубежное военное обозрение», комиссия министерства обороны Канады «пришла к выводу, что гибель майора канадских ВС Пита Хесс ван Крюденера и трёх других военных наблюдателей ООН в Ливане была „трагической и предотвратимой“ и стала результатом ошибок, допущенных израильскими военными». В итоговом докладе комиссии отмечалось, что пост был практически полностью разрушен в результате попадания 500-кг авиабомбы, а также после обстрела НП четырьмя 155-мм снарядами.
При этом, по данным О. Грановского («Waronline»), целью атаки были позиции «Хезболлы», расположенные в 100 метрах от поста ООН.
Согласно канадскому генерал-майору Льюису Маккензи, сообщение, полученное им 18 июля от майора Хесс-Ван-Крюденера (Hess-von Kruedener), погибшего в этом инциденте, свидетельствует о том, что позиции «Хезболлы» уже тогда находились в непосредственной близости от поста ООН, и целью атак ЦАХАЛа были позиции «Хезболлы», «использовавшей пост ЮНИФИЛ как щит».
Сотрудники ЮНИФИЛ регулярно сообщали об использовании «Хезболлой» территории вблизи (включая — «в непосредственной близости») баз миротворческих сил для обстрелов территории Израиля. Так, в пресс-релизах от 26 и 27 июля 2006 года сообщалось о 8 таких обстрелах вблизи постов ЮНИФИЛ, от 28 июля — о 5 таких обстрелах, от 29 июля — о 6 … Руководство ЮНИФИЛ было вынуждено сократить количество наблюдателей в связи «с увеличившимся риском для персонала из-за частых случае обстрелов „Хезболлой“ с позиций, находящихся вблизи постов ООН, и обстрелов и бомбардировок таких мест со стороны Израиля».
Кроме того, сообщалось о раненных сотрудниках ЮНИФИЛ в результате обстрелов «Хезболлы» как баз ЮНИФИЛ, так и её сотрудников.
Всего, в ходе боевых действий погибли 6 наблюдателей ООН. Из них, 1 или 2 погибли после окончания боевых действий, при попытке разминирования неразорвавшегося боеприпаса.

## Предварительные итоги

### Экономический ущерб

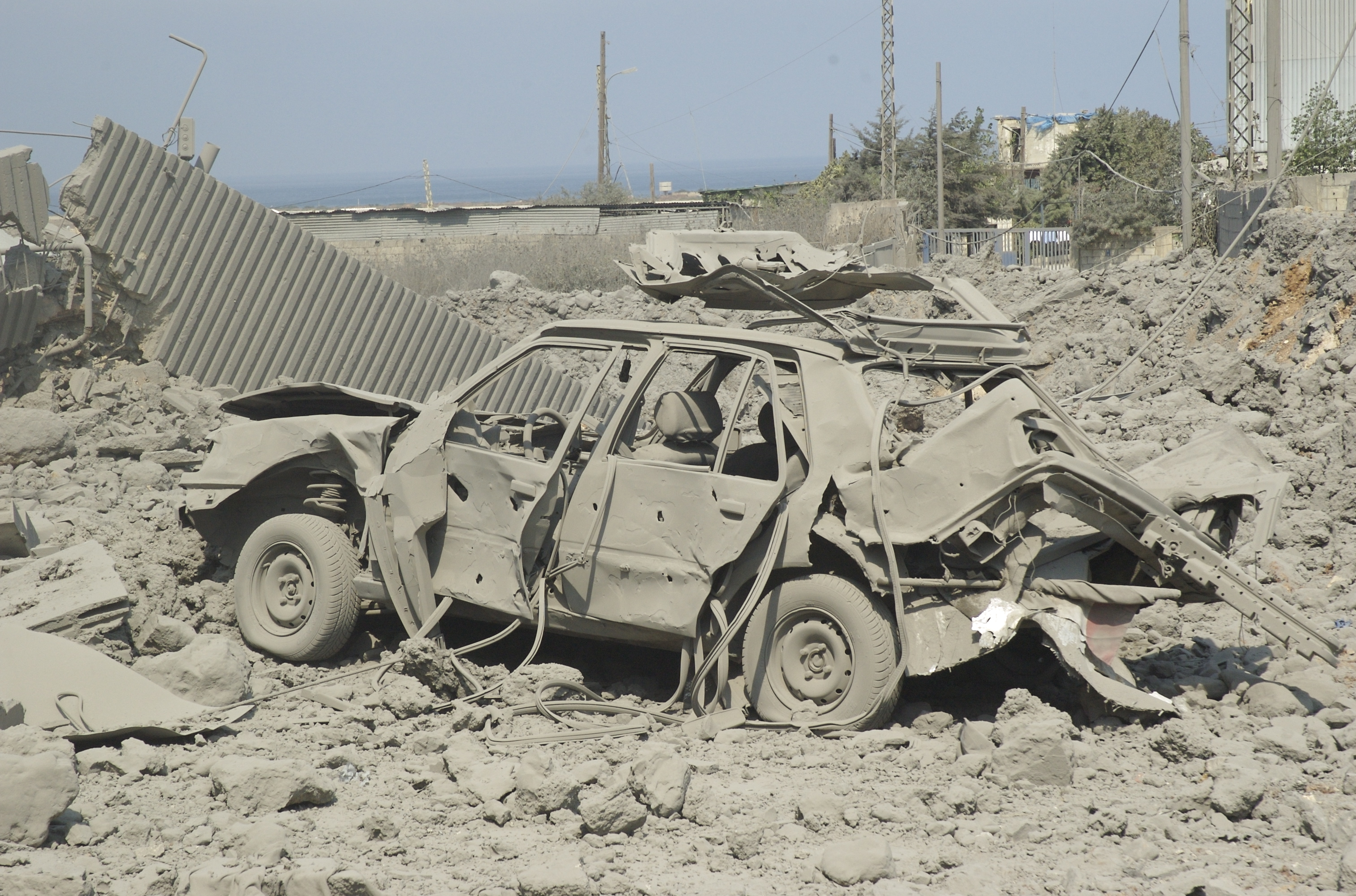
20 июля 2006 года

По данным ливанского правительства, уже на 19 июля ущерб Ливана от израильских бомбардировок составил 2,5 млрд долларов США. Разрушено множество объектов инфраструктуры, долговременный ущерб нанесён лишь недавно восстановившемуся после гражданской войны туристическому бизнесу, который создавал 10-15 % ВВП страны.
Огромные убытки понёс и Израиль. Ракетные обстрелы Израиля с ливанской территории затронули 70 населённых пунктов, инфраструктуре которых нанесён урон, исчисляемый сотнями миллионов долларов. По информации Всеизраильского объединения промышленников, за первые полторы — две недели войны только прямые убытки промышленных предприятий приблизились к полумиллиарду долларов. Миллионные убытки несут торговый сектор и туристический бизнес. Сюда следует добавить и материальные потери вооружённых сил Израиля. По мнению журналистов из сирийской газеты «Тишрин», общий объём ущерба, нанесённого Израилю, составил на 22 июля 1,3 млрд долларов.
Как подсчитало деловое информационное агентство «Business Data Israel», имеющиеся на вооружении «Хезболлы» иранские ракеты позволяют ей вести обстрел территории, в которой расположено 26 % промышленных предприятий, 28 % гостиниц и 21 % учреждений торговли Израиля. Из-за военной операции 260 предприятий было официально закрыто, но многие другие лишились клиентов и работников. Агентство в связи с этим оценивает ежедневные потери Израиля в 140 млн долларов.
Согласно докладу Центрального банка Израиля, опубликованному 3 августа, на войну в Ливане еженедельно тратится от 750 млн до 1,1 млрд шекелей (170—227 млн долларов США). В случае затягивания конфликта наибольший ущерб понесёт туристическая отрасль, составляющая 3 % ВВП страны.
По официальным израильским данным, опубликованным в газете «Гаарец» от 13 августа 2006 года, общие убытки от конфликта составляют 23 млрд шекелей (ок. 6 млрд долл. США), из них 7 млрд шекелей — прямые военные расходы. Ожидается также снижение экономического роста (вместо ожидаемых 5,5 % всего 4 %).

### Подходы к урегулированию конфликта на международном уровне
Первоначальные позиции международного сообщества в отношении конфликта были продемонстрированы на конференции по урегулированию кризиса в Ливане, состоявшейся 26 июля, через две недели после его начала, в Риме. В ней приняли участие представители четырёх из пяти постоянных членов Совета Безопасности ООН (без Китая), крупнейших стран Евросоюза и нескольких стран Ближнего Востока — Ливана, Египта, Иордании и Саудовской Аравии (но без Израиля, Сирии и Ирана).
Позиции участников конференции:
- США выражают позицию Израиля — перемирие (прекращение огня) невозможно без устранения причин нынешнего конфликта — «Хезболла» предварительно должна быть разоружена и выдворена с приграничных территорий при участии иностранных миротворцев, желательно под эгидой НАТО. По мнению США и Израиля, конфликт спровоцирован Сирией и Ираном.
- Франция — войска НАТО нельзя направлять на Ближний Восток, поскольку они рассматриваются здесь как «вооружённое формирование Запада»; прекращение огня должно предшествовать вводу миротворцев и переговорам об урегулировании. По мнению президента Франции Жака Ширака, Иран разделяет ответственность за конфликт, однако Ширак воздерживается от прямых обвинений в его адрес.
- Россия — в целом схожая позиция: нельзя позволить конфликту выйти за пределы Ливана и затронуть Сирию и Иран; имеются подозрения, что ливанская кампания может рассматриваться США лишь как прелюдия к кампании против Ирана. Ещё во время петербургского саммита «Большой восьмёрки» российский президент Владимир Путин заявил, что за действиями Израиля могут скрываться и иные цели, кроме желания получить обратно своих похищенных военнослужащих.

На отношение международного сообщества к ситуации в Ливане и израильским действиям резко повлияла трагедия в ливанском городке Кана, где в результате израильского авианалёта в ночь на 30 июля под обломками рухнувшего здания погибли 28 человек, (половина из которых — дети), а первые несколько дней сообщалось о вдвое большем числе погибших. Тем не менее для выработки резолюции Совета Безопасности ООН в отношении урегулирования ситуации потребовалось ещё почти две недели.

## Результаты и политические последствия

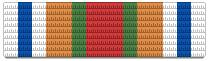
Колодка ЦАХАЛ за участие в войне 2006 года

Обе противоборствующие стороны говорят о своей победе в конфликте.
- 1 октября 2006 года Израиль завершил вывод войск с территории Южного Ливана в соответствии с условиями прекращения огня, предусмотренными резолюцией Совета Безопасности ООН. Контроль над южными территориями Ливана полностью перешёл к подразделениям правительственной ливанской армии и миротворцам ООН. К началу октября на юге Ливана уже были дислоцированы около 10 тыс. ливанских военных и свыше 5 тыс. миротворцев.
- Похищенные израильские военнослужащие так и не были освобождены в результате боевых действий.
- На заседании израильского правительства 27 августа 2006 года министр обороны Амир Перец потребовал увеличения бюджета на оборону в размере 30 миллиардов шекелей.
- Конфликт привёл к падению популярности партии «Кадима» (лидер — Эхуд Ольмерт). Военнослужащие-резервисты, участвовавшие в конфликте, вернувшись домой, начали кампанию протеста с требованием отставки людей, которые, по их убеждению, были виновны в отсутствии убедительной победы Израиля — премьер-министра Эхуда Ольмерта, министра обороны Амира Переца и Дана Халуца. Указывалось, в частности, что Дан Халуц как выходец из ВВС не смог правильно оценить значение сухопутной фазы операции. Однако, несмотря на критику, ни один из этих троих в отставку не ушёл. Это сделали командующий Северным военным округом генерал-майор Уди Адам и командир дивизии, отвечавшей за безопасность израильско-ливанской границы. Тем временем по распоряжению Дана Халуца для расследования действий различных подразделений во время войны было создано более 50 комиссий. Последняя из них — комиссия по расследованию деятельности самого генштаба под руководством бывшего руководителя генштаба Дана Шомрона — пришла к выводу, что Дан Халуц не смог выполнить задачу по прекращению ракетных обстрелов севера Израиля, запоздал с началом наземной операции в Ливане и допустил неразбериху в руководстве действиями войск. В то же время, по мнению комиссии, Халуц должен был сохранить свой пост для восстановления армии. Несмотря на это, Дан Халуц 17 января 2007 года добровольно покинул свой пост.
- 19 марта 2007 года Израиль официально признал вооружённый конфликт войной (до этого он именовался военной операцией); 21 марта 2007 года Кнессет принял решение назвать его второй ливанской войной[16], хотя первой ливанской войны в истории Израиля официально не было (события 1982 года по-прежнему именуются операцией «Мир Галилее»)[74].
- Согласно условиям перемирия, «Хезболла» должна была прекратить южнее реки Литани всякую вооружённую деятельность. Однако, по заявлениям Израиля, боевики «Хезболлы» неоднократно нарушали резолюцию 1701 Совета Безопасности ООН. В частности, в июле 2009 года в зоне дислокации Временных сил ООН в Ливане (ВСООНЛ) произошёл взрыв — израильские источники заявили, что там находился один из складов боеприпасов Хезболлы. Для расследования инцидента на место прибыли французские эксперты, однако путь им преградили около 100 местных жителей. Подоспевшие итальянские военные открыли огонь в воздух, стремясь рассеять толпу, но в ответ им полетели камни. 14 солдат ВСООНЛ получили лёгкие ранения (ушибы и ссадины от камней), повреждено около 10 транспортных средств. Источники Хезболлы заявили, что взрыв произошёл из-за активации израильской кассетной бомбы, сохранившейся со времён войны. Что, на фоне организации живого заслона и явной попытки сокрытия информации, выглядит очень натянуто[75][76].

## Расследование
30 апреля 2007 года в Израиле были обнародованы промежуточные итоги работы комиссии Элияху Винограда, изучавшей действия руководства страны во время ливанской войны. Вся ответственность за ошибки в кампании возложена на премьер-министра Эхуда Ольмерта, министра обороны Амира Переца и бывшего начальника генштаба Израиля Дана Халуца.
По мнению главы комиссии, «Эхуд Ольмерт несёт личную ответственность за ошибки ливанской войны», поскольку его решение нанести удар по Ливану в ответ на похищение двух израильских солдат боевиками «Хезболлы» не основывалось на тщательном анализе внутриполитической ситуации в Ливане, что в конечном итоге привело к большому числу жертв среди гражданского населения Израиля и необходимости проведения «широкомасштабной наземной операции, цена которой оказалась слишком высокой».

## Оружие
- Израиль: ударная авиация: истребители-бомбардировщики F-16C/D, F-16I, F-15I, танки «Меркава Mk2», «Меркава Mk3», «Меркава Mk4», ударные вертолёты AH-64 «Апач», AH-1 «Кобра», миномёты, беспилотные летательные аппараты.
  - В результате расследования, начатого госдепартаментом США в августе 2006 года и завершённого в начале 2007 года было установлено, что в ходе боевых действий в Ливане, Израиль — в нарушение Женевских конвенций и американо-израильских договорённостей о порядке использования поставленных США в Израиль кассетных боеприпасов — использовал кассетные авиабомбы американского производства на территории Ливана и в результате применения Израилем кассетных авиабомб погибли мирные жители[78]([79]). Применение Израилем кассетных авиабомб, суббоеприпасы которых являются по сути пехотными минами, а осколки и поражающие элементы наносят тяжёлые травмы вызвало критику действий Израиля (в частности, со стороны правозащитной организации Human Rights Watch)[80]
  - кроме того, в ходе боевых действий Израиль применял шариковые авиабомбы. Только в период до декабря 2006 года на территории Ливана были найдены 516 мест взрыва шариковых авиабомб, обезврежено 17 тыс. взрывоопасных фрагментов от шариковых авиабомб. При этом, вплоть до обнаружения этих боеприпасов военными экспертами ООН, Израиль отрицал их применение[81].
  - Президент Ливана обвинил Израиль в использовании фосфорных бомб, запрещённых Женевскими конвенциями[какими?]. После этого, представитель правительства Израиля выступил с заявлением, что фосфорные снаряды применялись «только на открытой местности» и "только против военных объектов «Хезболлах»[82]. Израиль также заявляет, что использует только разрешённые методы ведения войны ([83])
- «Хезболла»: противокорабельная иранская крылатая ракета С-802, реактивные системы залпового огня (РСЗО) типа «Град» иранского и китайского производства. Ракеты класса «Фаджр», «Зильзаль», «Раад-1» — ракеты начиняются металлическими шариками для усиления поражающего эффекта; ПТУРС Milan западноевропейского производства, «Конкурс», «Метис-М» производства СССР, «Корнет» российского производства, российские гранатомёты РПГ-29[84] и американские Tow.

## Обмен
16 июля 2008 года Израиль и «Хезболла» обменяли тела похищенных солдат (Эхуда Гольдвассера и Эльдада Регева), на 190 тел и 5 живых террористов (среди них, и Самир Кунтар).

### Карты
- The Maps of Israeli Assault on Lebanon

### Официальные документы
- Preserving Humanitarian Principles While Combating Terrorism: Israel’s Struggle with Hizbullah in the Lebanon War // Diplomatic Notes No. 1 (англ.). МИД Израиля (1 апреля 2007). Дата обращения: 3 ноября 2012. Архивировано 5 ноября 2012 года.

### Новости
- Хроника войны в Ливане (Lenta.ru)
- Последние новости на сайте newsru.co.il (израильский взгляд)
- Олег Грановский Хронология Второй Ливанской войны Waronline.org
- 12 дней войны: статистика и основные события (израильский взгляд)
- Подземный мир «Хизбаллы» (израильский взгляд)
- Лицевая сторона войны (израильский взгляд)
- Летописи карикатурной войны (израильский взгляд)
- Мирная рать «Хизбаллы» (израильский взгляд)
- Направление главного удара (израильский взгляд)
- Хроника необъявленной войны (израильский взгляд)

### Аналитика и публицистика
- М. Бехе. Самые лицемерные люди на земле.  (недоступная ссылка)  (недоступная ссылка)  (недоступная ссылка) (Статья ливанского журналиста-христианина от 29.07.2006.)
- Статьи о событиях в Ливане (Газета. Ru)
- Жертвами конфликта на Ближнем Востоке становятся мирные жители (пресс-релиз Хьюман Райтс Вотч)
- Война за имидж на Ближнем Востоке
- Почему «Хезболла» воюет, а армия Ливана нет
- Блогеры по обе стороны фронта Архивная копия от 27 сентября 2007 на Wayback Machine
- Ф. Аджами. Заложники «Хизбаллы» («The Wall Street Journal») (англ.)
- П. Романов. О войне на Ближнем Востоке без эмоций.
- М. Дорфман. Записки с фронтов второй ливанской войны
- М. Дорфман. На войне возможно поражение
- А. Колесников. Израильско-ливанский конфликт в зеркале российской социологии (РИА «Новости»)
- Перемирие в Ливане: в ожидании «второго раунда» (РИА «Новости»)
- Анализ некоторых военных аспектов ливано-израильского конфликта
- Эпштейн А. Круговая порука безответственности: Армия и политика в Израиле после Ливанской войны. — Институт Ближнего Востока, 2006.
- Война в Ливане. Четыре вопроса двум экспертам agentura.ru
- Александр Майстровой Как возникла Евроарабия, «Новости недели» 12.09.2006
- Lebanon: The Israel-Hamas-Hezbollah Conflict (англ.). Congressional Research Service ˜ The Library of Congress (15 сентября 2006). — CRS Report for Congress. Дата обращения: 16 июля 2012. Архивировано 5 августа 2012 года.
- Jonathan Spyer. Israel and Lebanon: Problematic Proximity (англ.). The Global Research in International Affairs (GLORIA) Center // Interdisciplinary Center, Herzliya (IDC). (1 июня 2009). Дата обращения: 16 июля 2012. Архивировано 5 августа 2012 года.
- Гиора Ром[англ.] Крaткая история Втoрой Ливанской войны Waronline.org
- Малышкин К.А. Проведение операций информационной войны участниками ливано-израильского вооруженного конфликта (июль-август 2006г.). iimes.ru (12 июля 2007). Дата обращения: 3 ноября 2012. Архивировано 5 ноября 2012 года.
- Ключников, В. Анализ некоторых военных аспектов Ливано-Израильского конфликта // Зарубежное военное обозрение  / В. Ключников, О. Янов. — 2006. — № 12 (717). — С. 7—15.

### Фотографии и репортажи
- Фотографии подбитых израильских танков в статье Потери бронетанковой техники во Второй Ливанской войне Waronline.org
- Фотографии артиллерии (недоступная ссылка)
- Фотографии с войны
- ,  Спутниковые снимки района Харат Хрейк в пригороде Бейрута Дахия, подвергшегося бомбардировкам израильской авиации. Снимки сделаны космическим аппаратом дистанционного зондирования QuickBird и представлены компанией DigitalGlobe, а также  (сделаны также QuickBird, предоставлены GeoEye).
- Григорий Асмолов. «Это называют ливанской грязью». Репортаж корреспондента «Коммерсанта» из зоны боевых действий.

### Информация
- Вооруженные силы Израиля (2006 год)
- Вооруженные силы Ливана и «Хизбаллы» (2006 год)
- Вооруженные силы Сирии (2006 год)
- Район конфликта из космоса (Google)

### Полезные ссылки
- samooborona — сообщество «Самооборона», информационный ресурс взаимопомощи в Израиле, центр обращений и центр помощи для людей, которые либо пострадали от военной ситуации в стране, либо желают помочь пострадавшим.
- livan_war — сообщество предназначено для сбора информации об арабо-израильском конфликте на Ближнем Востоке и связанными с ним социально-политическими событиями.
- Благотворительный счёт для оказания помощи пострадавшим от военных действий в Ливане. Министерство финансов Ливана  (недоступная ссылка)